# 伦德尔曼-巴特模型
伦德尔曼-巴特模型（Rendleman–Bartter model），得名于Richard J. Rendleman, Jr. 和 Brit J. Bartter，是一个关于短期利率的金融模型。它是一个单一因子的均衡模型，在这个模型的假设下，利率仅仅随着市场风险的变化而变化。这个模型可以被用于关于利率衍生品的估值中。它是一个随机资产模型。
该模型假设即期利率服从几何布朗运动：
{\displaystyle dr_{t}=\theta r_{t}\,dt+\sigma r_{t}\,dW_{t}}
其中Wt是一个基于随机市场风险因子的维纳过程。模型的飘移项{\displaystyle \theta }是代表期望即期利率变化率的一个常量 , 同时标准差因数{\displaystyle \sigma }表示利率的波动性。
这是早期的关于短期利率模型的假设之一，使用了与之前描述股票期权关于其标的股票的动态运动所相同的随机过程。其最主要的模型缺陷就是它不能够描述关于市场利率的均值回归现象。
在1979年这个模型也提出了其在二项式期权定价模型的应用。（"Two-State Option Pricing". Journal of Finance 24: 1093-1110 （页面存档备份，存于）.）